# Coppa Italia (pallanuoto maschile)
La Coppa Italia di pallanuoto maschile è un trofeo nazionale italiano, organizzato dalla FIN. La prima edizione si svolse nella stagione 1969-70.

## Formula
Vi partecipano le 14 società facenti parte la serie A1, mentre le prime due classificate al termine del campionato precedente accedono direttamente al 2º turno.
Essa è suddivisa in tre fasi.

### Prima fase
La prima fase si articola con lo svolgimento di tre gironi, denominati "A", "B" e "C" composti da 4 squadre ciascuno, con la formula del concentramento (tutte le partite si svolgono nello stesso impianto) con incontri di sola andata. I concentramenti vengono organizzati nelle sedi delle società classificatesi al 12º posto nel precedente campionato di A1 e al 1º e 2º posto del precedente campionato di serie A2 (le due società neopromosse).
Per ogni girone passano il turno le prime due squadre, per un totale di 6 squadre.

### Seconda fase
La seconda fase si articola con lo svolgimento di due gironi, denominati "D" ed "E" composti da 4 squadre ciascuno, con la formula del concentramento con incontri di sola andata. I concentramenti vengono organizzati nelle sedi delle società con il peggior posizionamento di classifica nel corso della stagione precedente.
Oltre alle 6 squadre che hanno superato il primo turno, in questa fase subentrano il campione e il vicecampione d'Italia in carica.
Per ogni girone passano il turno le prime due squadre, per un totale di 4 squadre.

### Final Four
La Final Four (finale a quattro) vede affrontarsi le ultime 4 squadre rimaste, in incontri di semifinale e finale. La partita è secca e ciascun incontro deve quindi concludersi necessariamente con la vittoria di una delle due squadre. In caso di parità sono pertanto previsti due tempi supplementari (della durata di 3 minuti ciascuno) e, successivamente, gli eventuali tiri di rigore.
La società vincitrice della Coppa Italia ha il diritto a partecipare alla Coppa LEN della stagione successiva.
Nel caso in cui essa abbia già acquisito il diritto di partecipare alle competizioni LEN per la stagione successiva si provvederà a scalare nella classifica della Final Four.
Nel caso in cui le prime 4 squadre della Final Four dovessero aver già acquisito tutte il diritto a partecipare alle coppe europee, per determinare la 5ª società avente diritto si dovrà procedere ad uno spareggio fra le terze classificate dei gironi della seconda fase.

## Albo d'oro
| Squadra           | Titoli |
| ----------------- | ------ |
| Pro Recco         | 18     |
| Pescara           | 5      |
| Savona            | 3      |
| AN Brescia        | 2      |
| Canottieri Napoli | 1      |
| Florentia         | 1      |
| Posillipo         | 1      |
| Arenzano          | 1      |
| Bissolati Cremona | 1      |